# ダグ・ウィリアムス (アメリカンフットボール)
ダグ・ウィリアムス（Doug Williams、1955年8月9日 - ）はアメリカ合衆国ルイジアナ州ザカリー出身の元アメリカンフットボール選手。黒人QBとして初めてスーパーボウルMVPに輝いたことで知られる。

## 経歴
アフリカ系米国人を主な対象とするルイジアナ州グランブリング州立大学出身。4年時の1977には、QBとして、3,286パス・ヤード、38タッチダウン（共に全米一）を記録して、AP通信選出のオール・アメリカンに選ばれる。大学通算8,411パス・ヤード、8,354トータル攻撃ヤード、93タッチダウンはNCAA記録（当時）。1976年9月4日、日本の後楽園球場で行われた初のアメリカ以外でのNCAA公式戦であったパイオニア・ボウル（パイオニア後援）出場のためで来日、翌1977年12月11日にも、第1回ミラージュボウル（三菱自動車後援）に出場するために来日した。
1978年のNFLドラフト前に当時、タンパベイ・バッカニアーズの攻撃コーディネーターであったジョー・ギブスに注目され、タンパベイ・バッカニアーズからドラフト1巡目（全体17番目）で指名されて契約を結んだ。NFLの先発QBとしては、最低年俸の12万ドルであった1979年にNFCチャンピオンシップゲームに進出するが、ロサンゼルス・ラムズに敗れている。1982年まで5シーズンをバッカニアーズで過ごしチームは3度プレーオフに進出したが、1982年シーズン終了後、当時オーナーだったヒュー・カルバーハウス（Hugh Culverhouse）との契約でもめてチームを退団、1983年から1985年まで、新興リーグUSFL（United States Football League）のオクラホマ・アウトローズでプレーした。
1986年にUSFL消滅に伴いNFLに戻り、バッカニアーズ時代にQBコーチだったジョー・ギブスがヘッドコーチをしているワシントン・レッドスキンズに加入した。当初は先発QBジェイ・シュローダーの控えだったが、1987年のシーズン開幕前は出場機会の少なさからトレードをギブスに訴えたが、途中に肩を故障したシュローダーに代わり先発するようになった。プレーオフでシカゴ・ベアーズ、ミネソタ・バイキングスを破りチームを第22回スーパーボウルへ導いた彼は黒人QBとして初めてスーパーボウルに出場、第1Q途中にQBサックされた際に左膝を痛めて退場し、シュローダーが2プレー彼の代わりを務めた後フィールドに復帰し、第2Qになりフィールドに復帰すると4つのタッチダウンパスを決める活躍を見せ、レッドスキンズは1Qに35得点をあげる猛攻を見せて（ザ・クォーター）デンバー・ブロンコスに42-10で圧勝し、パス29回中18回成功、340ヤード（当時のスーパーボウル記録）を投げた彼がMVPに選ばれた。翌1988年もエースQBとしてプレーしたが怪我でマーク・リッピンに先発の座を奪われ、1989年シーズン終了後、プランBリストに掲載され、フリーエージェント市場に出たが、そのまま引退した。
引退後はジョージア州アトランタのモアハウス大学や、母校であるグランブリング州立大学などでコーチを歴任した後、2004年から、タンパベイ・バッカニアーズの役員を務めている。
1998年に行われた第32回スーパーボウルではコイントスを行っている。